# Liste des députés européens d'Autriche de la 5e législature

Cet article présente la liste des députés européens élus pour la mandature 1999-2004, lors des élections européennes de 1999 en Autriche.
| Nom                  | Liste                             | Groupe parlementaire européen |
| -------------------- | --------------------------------- | ----------------------------- |
| Maria Berger         | Parti social-démocrate d'Autriche | PSE                           |
| Herbert Bösch        | Parti social-démocrate d'Autriche | PSE                           |
| Mercedes Echerer     | Les Verts - L'alternative verte   | Verts/ALE                     |
| Harald Ettl          | Parti social-démocrate d'Autriche | PSE                           |
| Marialiese Flemming  | Parti populaire autrichien        | EPP–DE                        |
| Gerhard Hager        | Parti de la liberté d'Autriche    | NI                            |
| Wolfgang Ilgenfritz  | Parti de la liberté d'Autriche    | NI                            |
| Othmar Karas         | Parti populaire autrichien        | EPP–DE                        |
| Hans Kronberger      | Parti de la liberté d'Autriche    | NI                            |
| Hans-Peter Martin    | Indépendant                       | PSE                           |
| Hubert Pirker        | Parti populaire autrichien        | EPP–DE                        |
| Christa Prets        | Parti social-démocrate d'Autriche | PSE                           |
| Reinhard Rack        | Parti populaire autrichien        | EPP–DE                        |
| Daniela Raschhofer   | Parti de la liberté d'Autriche    | NI                            |
| Paul Rübig           | Parti populaire autrichien        | EPP–DE                        |
| Karin Scheele        | Parti social-démocrate d'Autriche | PSE                           |
| Agnes Schierhuber    | Parti populaire autrichien        | EPP–DE                        |
| Peter Sichrovsky     | Parti de la liberté d'Autriche    | NI                            |
| Ursula Stenzel       | Parti populaire autrichien        | EPP–DE                        |
| Hannes Swoboda       | Parti social-démocrate d'Autriche | PSE                           |
| Johannes Voggenhuber | Les Verts - L'alternative verte   | Verts/ALE                     |